# Dirk Boehlé
Dirk Boehlé (* 24. Dezember 1992 in Hulst) ist ein niederländischer Beachvolleyballspieler.

## Karriere
Boehlé spielte von 2009 bis 2011 mit Erik Nijland auf mehreren internationalen Jugendturnieren. 2013 und 2014 war er an der Seite von Mart van Werkhoven auf nationalen Turnieren aktiv. 2015 war zunächst Jannes van der Ham sein Partner. Ab August spielte er mit Steven van de Velde, mit dem er niederländischer Meister wurde. Während van de Veldes Haftstrafe spielte Boehlé 2016 mit verschiedenen Partnern. Ab Mai 2017 spielten van de Velde/Boehlé zunächst nur auf nationalen Turnieren und seit Oktober 2017 auch auf der World Tour. Beste Ergebnisse waren hierbei zwei fünfte Plätze bei den 3-Sterne-Turnieren in Qinzhou und Luzern sowie ein dritter Platz beim 1-Stern-Turnier in Aalsmeer. Bei der Europameisterschaft im eigenen Land schieden sie in der ersten KO-Runde gegen das tschechische Duo Perušič/Schweiner aus. Außerdem gewannen sie 2018 erneut den nationalen Titel. Mit Stefan Boermans wurde Boehlé 2019 niederländischer Vizemeister und gewann das FIVB 1-Stern-Turnier in Montpellier. 2020 spielte Boehlé erneut mit van Werkhoven einige nationale Turniere. Im Folgejahr gewannen sie ein 1-Stern-Turnier in Sofia. Von 2022 bis 2024 war Mees Sengers Boehlés Partner.